# Distrito Oeste (Gijón)
El Distrito Oeste es uno de los seis distritos en los que se divide el concejo asturiano de Gijón, en el norte de España, según la Ley de Grandes Ciudades. Alberga los barrios de La Calzada, Jove, Tremañes y El Natahoyo que históricamente han sido la parte más industrializada de la ciudad, así como el barrio de Moreda, de construcción más reciente en el tiempo que los anteriores y edificado sobre la antigua ubicación de la Fábrica de Moreda, tras el proceso de reconversión industrial que ha sufrido la ciudad. 
En la actualidad es un distrito con un uso del suelo mixto, altamente industrializado, sobre todo en los barrios de Tremañes y Jove, sedes de algunos de los mayores polígonos industriales de la ciudad y del puerto de El Musel, principal terminal granelera española respectivamente. En cuanto a La Calzada y Moreda son barrios eminentemente residenciales, albergando el primero parte de la playa del Arbeyal y Moreda el parque homónimo, uno de los más grandes de Gijón. Por último el barrio de El Natahoyo alberga un uso mixto, teniendo instalaciones como el Acuario de Gijón, el Club Natación Santa Olaya, la playa de Poniente o los astilleros del grupo PYMAR y las antiguas instalaciones de Naval Gijón, pendientes de un nuevo uso y que suponen la última franja del litoral gijonés por recuperar.
En el distrito se ubica además el Hospital de Jove, que da servicio a todo el distrito y al vecino concejo de Carreño y en un futuro próximo, también el distrito, albergará la construcción de la Nueva Estación Intermodal a la altura del parque de Moreda.